# Tyrannochthonius texanus
Espèce
Tyrannochthonius texanus est une espèce de pseudoscorpions de la famille des Chthoniidae.

## Distribution
Cette espèce est endémique du Texas aux États-Unis,. Elle se rencontre dans les comtés de Travis, de Bexar, de Blanco, de Coryell, d'Edwards, de Hays et de Val Verde.

## Description
Le mâle holotype mesure 1,08 mm et la femelle paratype 1,08 mm.

## Étymologie
Son nom d'espèce lui a été donné en référence au lieu de sa découverte, le Texas.

## Publication originale
- Muchmore, 1992 : Cavernicolous pseudoscorpions from Texas and New Mexico (Arachnida: Pseudoscorpionida). Texas Memorial Museum, Speleological Monographs, vol. 3, p. 127-153.